# Evolvulus palmeri
Evolvulus palmeri är en vindeväxtart som beskrevs av Homer Doliver House. Evolvulus palmeri ingår i släktet Evolvulus och familjen vindeväxter. Inga underarter finns listade i Catalogue of Life.